# Сабба
Сабба (араб. سبة‎) — небольшой город на северо-западе Сирии, расположенный на территории мухафазы Тартус. Входит в состав района Сафита. Является центром одноимённой нахии.

## Географическое положение
Город находится в восточной части мухафазы, на западных склонах хребта Джебель-Хелу, на высоте 612 метров над уровнем моря.

Сабба расположена на расстоянии приблизительно 30 километров к востоку от Тартуса, административного центра провинции и на расстоянии 149 километров к северу от Дамаска, столицы страны.

## Население
По данным официальной переписи 2004 года численность населения города составляла 3061 человек.

## Транспорт
Ближайший гражданский аэропорт — Международный аэропорт имени Басиля Аль-Асада.